# Stanisław Przerębski (zm. 1563)
Stanisław Przerębski herbu Nowina (zm. w 1563 roku) – kasztelan sieradzki w latach 1547-1559, stolnik sieradzki w latach 1532-1547.
Syn Jana kasztelana sieradzkiego.
Poseł na sejm piotrkowski 1533 roku z ziemi sieradzkiej.